# Helsingborgs gamla centralstation

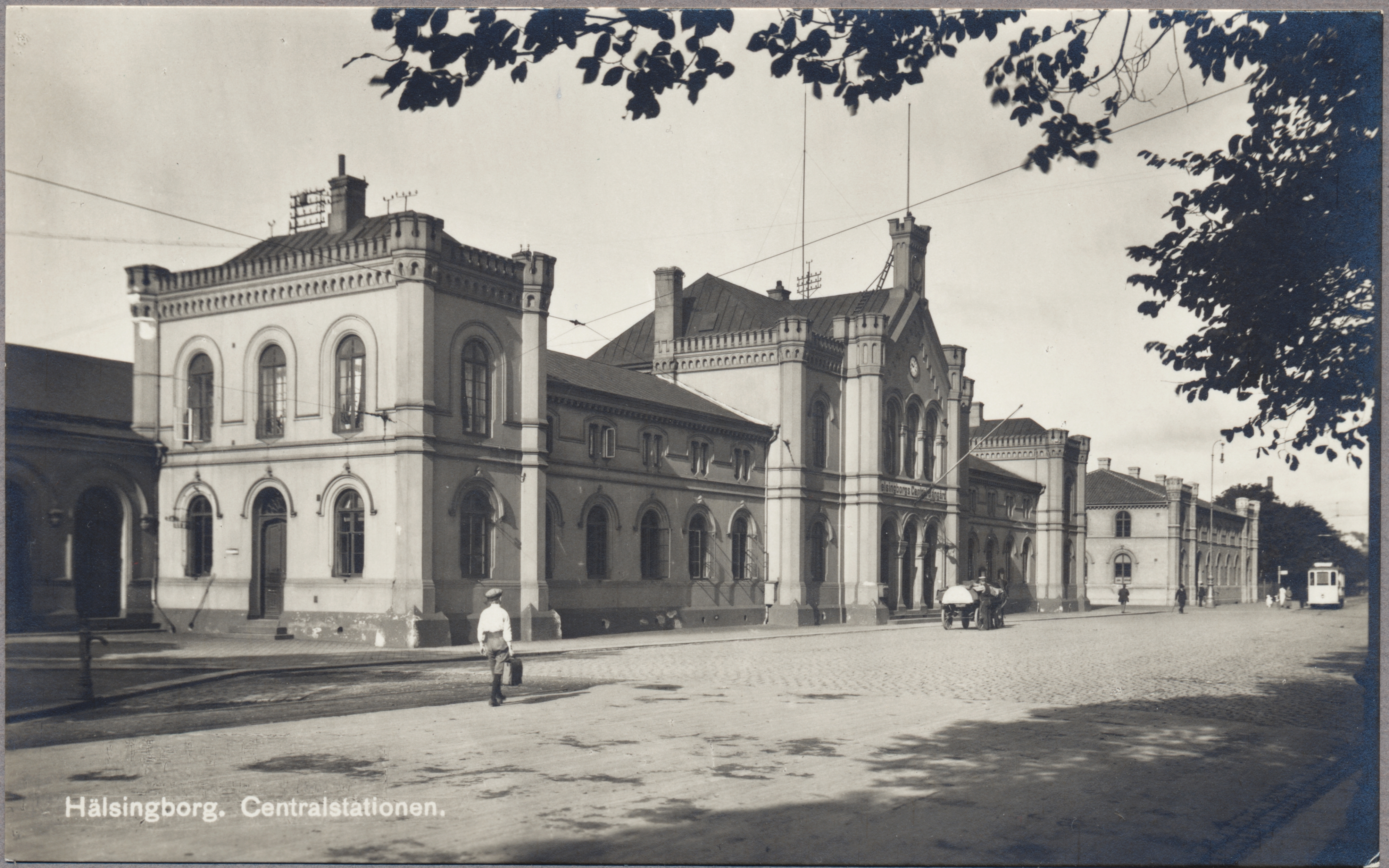
Helsingborgs Centralstation fotograferad från Stadsparken i mitten av 30-talet. Spår och perronger låg bakom byggnaden, väster om stationen.

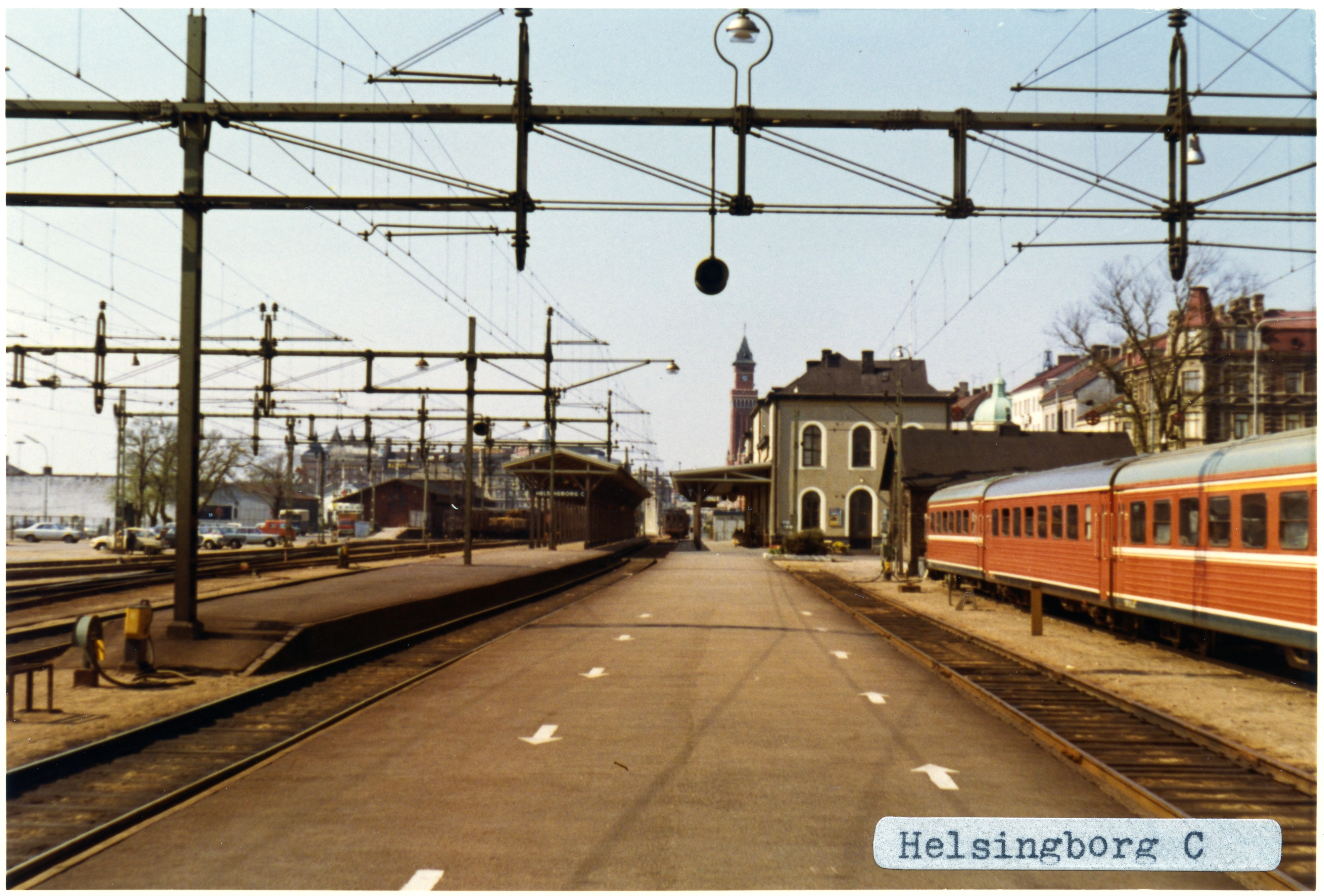
Helsingborgs gamla centralstation - vy från söder och med utsikt över spårområdet 1971

Helsingborgs gamla centralstation invigdes 1865 och låg mitt för Trädgårdsgatan i Helsingborg, det vill säga söder om nuvarande Helsingborgs centralstation (tidigare kallad Knutpunkten). Stationsbyggnaden revs 1987 för att lämna plats åt den nuvarande.
När stationen invigdes av Karl XV den 31 juli 1865 kallades den bara Helsingborgs station och var utgångsstation för södergående tåg på Landskrona & Helsingborgs Järnvägar (L&HJ) med tåg till Eslöv (och med anslutning i Billeberga mot Landskrona). I Eslöv fanns anslutning på Södra stambanan mot Malmö eller norrut.
1875 tillkom Skånebanan med anslutning österut till Södra stambanan i Hässleholm, för färd norrut mot Stockholm, eller fortsatt österut mot Kristianstad. Denna järnväg gick via Ramlösa, Bjuv och Åstorp.
Senare bytte stationen namn till Helsingborgs Centralstation, när Ångfärjestationen byggs som slutstation förr norrgående tåg på Västkustbanan mot Ängelholm, Halmstad och Göteborg. Ångfärjestationen byggdes i trä, som en tillfällig byggnad, i väntan på en lösning på järnvägsförbindelsen mellan de båda stationerna i staden. Men de följande 100 åren kom istället både person- och godståg flera gånger om dagen att behöva lotsats i snigelfart genom centrala Helsingborg, med en stationskarl i spetsen som i folkmun kallades ”mannen med den röda flaggan”. Lösningen på de söder- och norrgående tågförbindelserna och det så kallade ”bangårdseländet” kom först 1991, då Helsingborgstunneln öppnades för trafik och de två stationerna ersattes av en gemensam, det vill säga den nuvarande Helsingborgs centralstation.
Byggnades exteriör ritades av av domkyrkoarkitekten i Lund Helgo Zettervall. Övriga ritningar till byggnaden upprättades av ingenjörerna Nils Fredrik Frykholm och Julius Frosell. Byggmästare var B. Lundgren.
Stationen var uppförd i två våningar med förhöjt mittparti och spåren och perrongerna väster om stationen var överbyggda med en stor, rikt dekorerad, banhall.
Redan år 1884 öppnades i Centralstationens väntsal en tidningskiosk, förmodligen stadens första i sitt slag.